# Лютомежин
Лютомежин (пол. Lutomierzyn) — село в Польщі, у гміні Бабошево Плонського повіту Мазовецького воєводства.
Населення — 141 особа (2011).
У 1975-1998 роках село належало до Цехановського воєводства.

## Демографія
Демографічна структура станом на 31 березня 2011 року:
|          | Загалом | Допрацездатний вік | Працездатний вік | Постпрацездатний вік |
| -------- | ------- | ------------------ | ---------------- | -------------------- |
| Чоловіки | 71      | 18                 | 48               | 5                    |
| Жінки    | 70      | 22                 | 32               | 16                   |
| Разом    | 141     | 40                 | 80               | 21                   |